# García II de Castille
Pour les articles homonymes, voir García.
Garcia II Sanchez, né en 1009, possiblement en novembre, et mort assassiné à León le 13 mai 1029, est le dernier comte souverain de Castille de 1017 à 1029. 
Il est le fils de Sanche Ier, comte de Castille et d'Urracca de Salvador de Castille (†1025).

## Biographie deGarciaII
Garcia II est âgé de sept ans à la mort de son père et il est placé sous la régence de sa mère tante Urracca abbesse de Covarrubias et de Pedro évêque de Burgos. Sanche III de Navarre doit néanmoins intervenir afin de protéger les intérêts de son jeune beau-frère. En 1018, il s'empare du comté de Ribagorza dont la comtesse, une tante de son épouse et de Gracia II, avait été répudié par son époux ; il intervient également contre le royaume de Léon afin de récupérer les régions frontalières qu'il avait annexées après la mort de Sanche Ier.

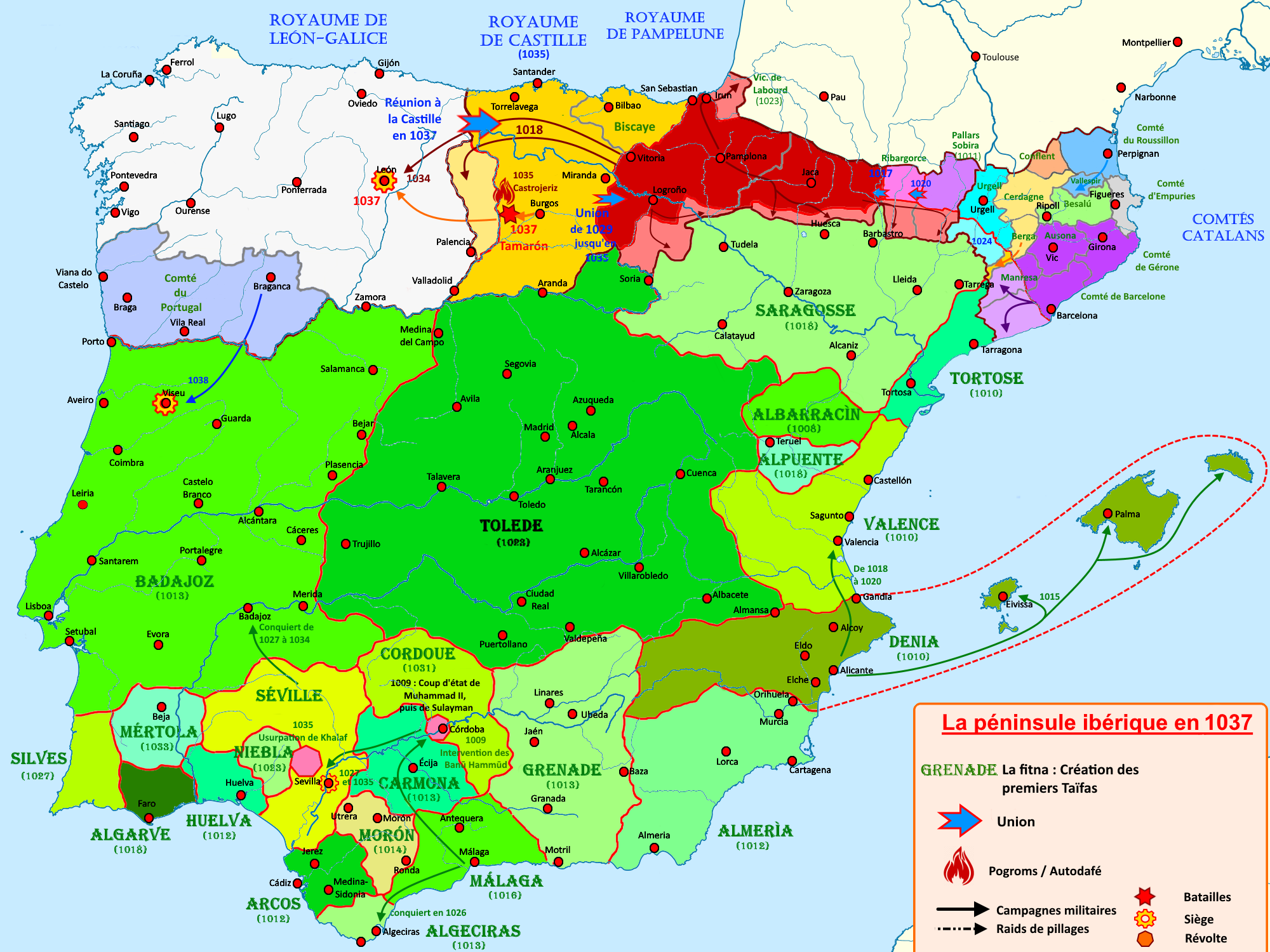
Le comté de Castille de 1002 à 1037.

Le jeune comte est assassiné à León en 1029 alors qu'il s'apprêtait à épouser Sancha de León, une sœur du nouveau roi de León Bermude III. Après sa mort sans héritier, le comté de Castille revient à sa sœur aînée Munia Mayor qui épouse Sanche III de Navarre.